# Горяновское
Горяновское (укр. Горянівське) — село, подчиняется Обуховскому поселковому совету, находится в Днепровском районе, Днепропетровская область, Украина. Вся важная инфраструктура расположена в посёлке Обуховка рядом. В самом центре села расположена небольшая продуктовая лавка, школьная библиотека, а также салон красоты.
Код КОАТУУ — 1221455401. Население по переписи 2001 года составляло 1443 человека.

Общественный транспорт - маршрутное такси 240 (из города в Обуховку, из Обуховки в город). Также в 3 км от центра есть трасса, на которой можно пересесть на междугородные автобусы.

## Географическое положение
Село Горяновское находится на расстоянии в 0,5 км от села Партизанское и в 1-м км от пгт Обуховка.
В селе несколько озёр, остатки старого русла реки Орель.
Рядом проходят автомобильные дороги Т-0404 и Р-52 и железная дорога, станция Баловка.

## Экономика
- Птице-товарная ферма.
- ООО «Агросельпром».
- Разборка грузовых автомобилей.

## Объекты социальной сферы
- Школа
- Школьная библиотека
- Детская площадка возле школы

## Галерея

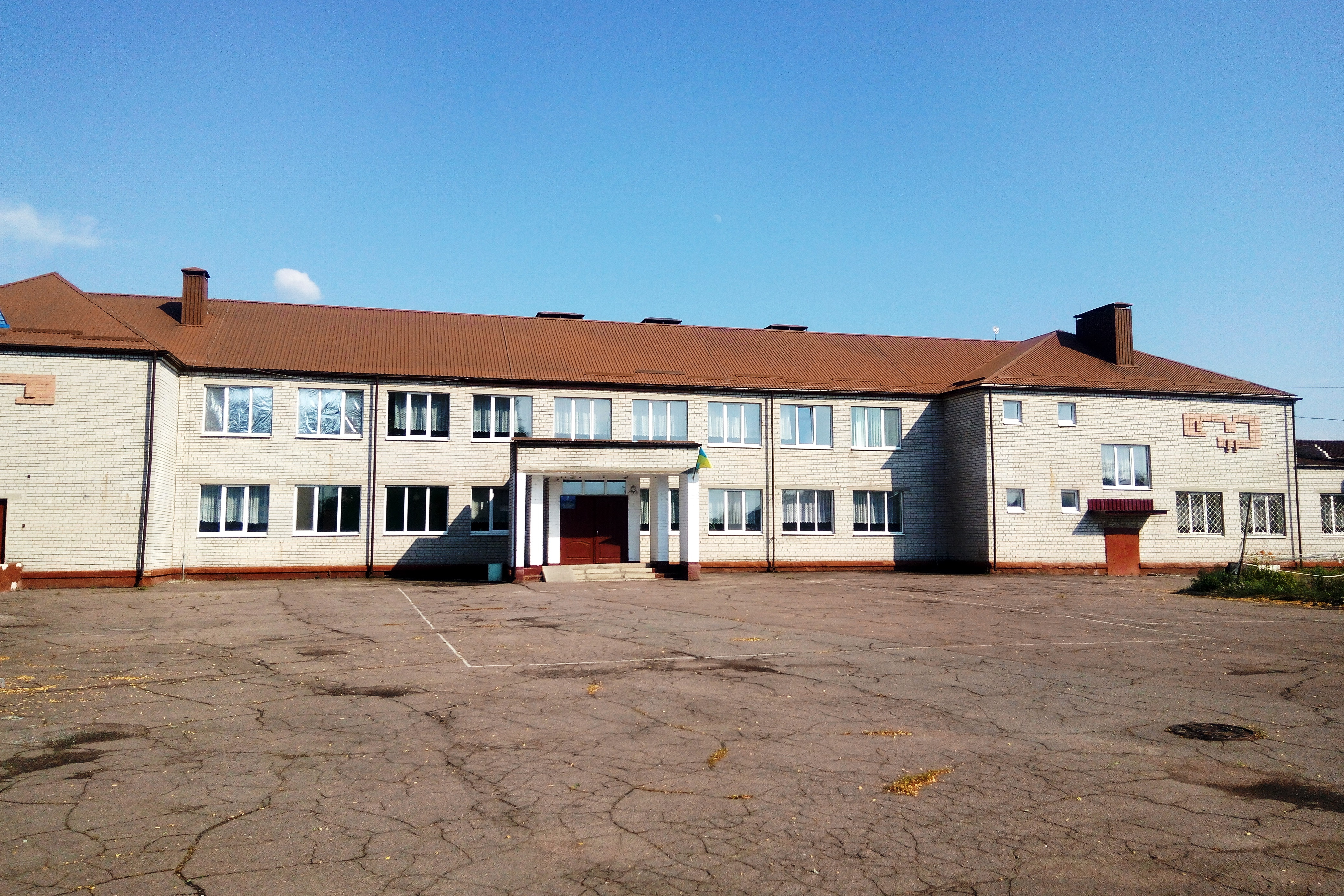
Средняя общеобразовательная школа
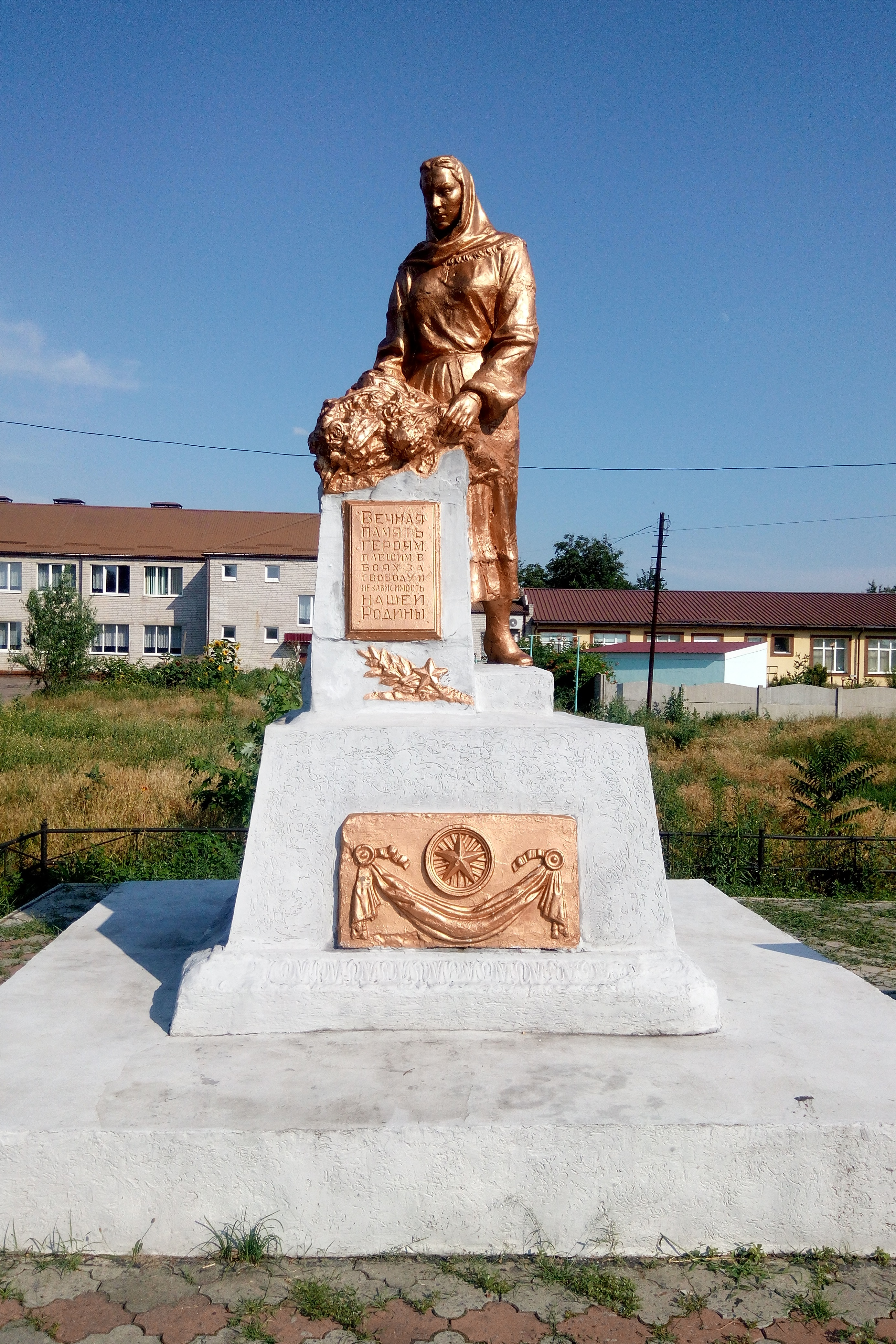
Мемориал героям-землякам, которые погибли в годы Великой Отечественной войны и в мирное время